# Energia de Bayer
Energia de Bayer, tensão de Bayer, tensão angular ou energia de tensão de anel é a energia armazenada em moléculas orgânicas cíclicas, no ângulo entre os átomos. Quando este anel é aberto, e.g., por oxidação, mais energia é liberada que em moléculas similares sem esta estrutura em anel.
Moléculas com anéis com ângulos entre os átomos de carbono menores que os naturais formados por estes átomos tendem a ter uma alta energia de Bayer, como o ciclopropano (C3H6) e o óxido de etileno (CH2OCH2).